# Эшби, Томас
Томас Эшби (англ. Thomas Ashby; 14 октября 1874, Стайнс, Мидлсекс — 15 мая 1931, Лондон) — британский археолог.
Обучался в колледжах Винчестере и Крайст-Чёрч Оксфордского университета, последний окончил в 1897 году.
Докторскую степень по литературе получил в Оксфорде в 1905 году. Лауреат премии Conington Prize факультета философии Оксфордского университета (1906).
С 1903 года заместитель, в 1906—1925 годах директор Британской школы в Риме, первым исследователем которой был со времени её учреждения в 1901 году. Сменил его в должности директора Бернард Эшмол.
Член Германского археологического института (1913), Папской Римской археологической академии (1914); иностранный член Национальной академии деи Линчеи (1918), почётный член Академии Святого Луки (1925); член Британской академии (1927).
В 1921 году женился на Кэролайн Мэй Эшби (урождённая Прайс-Уильямс, 1869—1950).